# Jacoba Stelma
Jacoba Stelma (La Haya, Países Bajos, 2 de julio de 1907-Brielle, Países Bajos, 30 de agosto de 1987) fue una gimnasta artística neerlandesa, campeona olímpica en Ámsterdam 1928 en el concurso por equipos.

## Carrera deportiva
En las Olimpiadas celebradas en Ámsterdam en 1928 gana medalla de oro en el concurso por equipos, por delante de las italianas y las británicas, siendo sus compañeras de equipo las gimnastas: Estella Agsteribbe, Jacomina van den Berg, Petronella Burgerhof, Elka de Levie, Helena Nordheim, Ans Polak, Petronella van Randwijk, Hendrika van Rumt, Jud Simons, Alida van den Bos y Anna van der Vegt.